# Damien Blanch
Pour les articles homonymes, voir Blanch.

a Compétitions nationales et continentales officielles uniquement.

b Matchs officiels uniquement.
Damien Blanch, né le 24 mai 1983 à Sydney, est un joueur de rugby à XIII irlandais évoluant au poste d'ailier.

## Carrière
Damien Blanch fait ses débuts professionnels sous les couleurs des Castleford Tigers en 2006, avant de rejoindre deux ans les Widnes Vikings dans l'antichambre de la Super League. Ses bonnes performances le rappellent en Super League et il effectue trois saisons aux Wakefield Trinity Wildcats. En 2011, il prend la direction de la France et rejoint les Dragons Catalans. Parallèlement, il a revêtu le maillot de la sélection irlandaise lors de la Coupe du monde 2008.